# أرت إدواردز
أرت إدواردز (بالإنجليزية: Art Edwards)‏ هو موسيقي أمريكي، ولد في 4 مايو 1969 في مولين في الولايات المتحدة.

## وصلات خارجية
- الموقع الرسمي